# Gouvernement d'Estonie
Ne doit pas être confondu avec Gouvernement de l'Estonie.
1721–1917
Entités précédentes :
- Duché d'Estonie

Entités suivantes :
- Gouvernement autonome d'Estonie (1917)
- République d'Estonie (1918)

Le gouvernement d'Estonie (ou d'Estland) (en russe : Эстляндская губерния, Estliandskaïa goubernia ; en  allemand : Gouvernement Estland, quelquefois anciennement orthographié Esthland) est un gouvernement de l'Empire russe. Il est le plus septentrional des trois gouvernements des pays baltes. Initialement appelé Gouvernement de Reval, son existence juridique s'étend de 1721 à 1918, du traité de Nystad à l'indépendance de l'Estonie.
Il s'étend au nord de l'actuelle république d'Estonie. Sa langue administrative était l'allemand et sa capitale était Reval, l'ancien nom germano-suédois de Tallinn.

## Population
En 1881, le gouvernement avait une population de 376 333 habitants ; en 1897 de 433 724 et la population urbaine se chiffrait à 76 315 habitants. Quelque 5 000 fermiers suédois vivaient sur les côtes et les îles. La population était en 1881 à 94,3 % protestante, 14,9 % orthodoxe, 0,4 % juive, 0,3 % catholique, autre à 0,1 %. Les protestants étaient luthériens, mis à part une communauté anglicane de 158 personnes et une communauté évangélique réformée de 148 personnes.
L'Estland était divisée en quatre districts ou ouiezds, d'est en ouest : ceux de Wesenberg (aujourd'hui Rakvere) dont faisait partie Narva, 144 920 habitants, Weissenstein (aujourd'hui Paide), 51 032 habitants, Hapsal (aujourd'hui Haapsalu), 80 129 habitants, Reval (en russe : Ревель, Reval; aujourd'hui Tallinn), 160 524 habitants.
Le gouvernement, ou duché d'Estland, était gouverné par un Landtag (Conseil régional) dominé par la noblesse d'origine allemande (germano-balte).

## Histoire

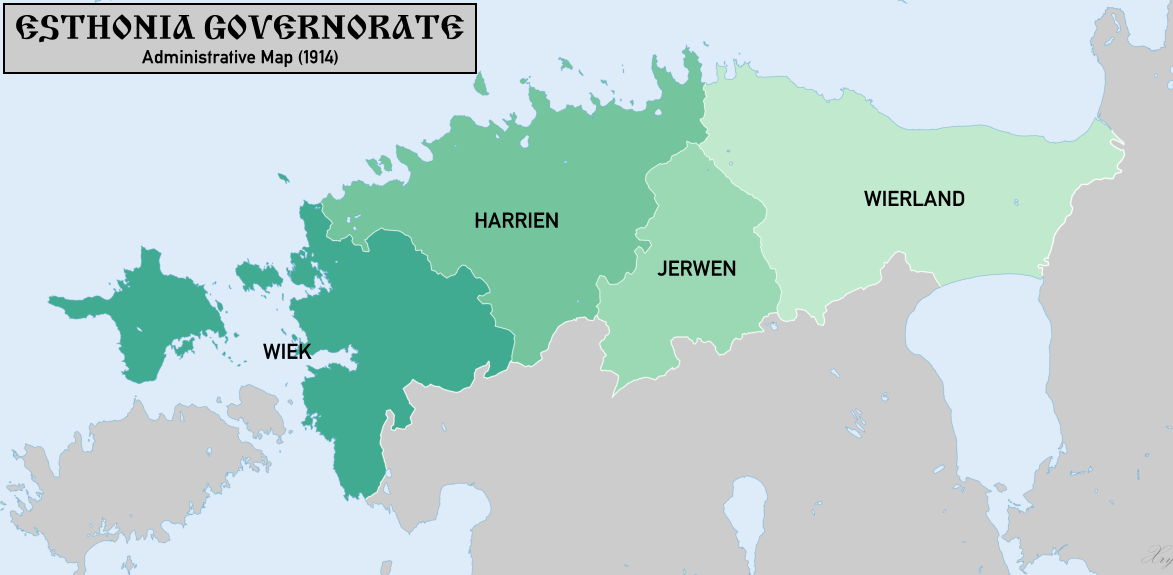
Subdivisions du Gouvernement d'Estonie, en 1914.

Ancienne possession suédoise, comme la Livonie plus au sud, la province d'Estonie est prise par la Russie de Pierre le Grand, après sa victoire sur la Suède en 1710 lors de la grande guerre du Nord, ce qui est reconnu de jure par le traité de Nystad en 1721.
Le servage est aboli en 1819.

## Gouverneurs

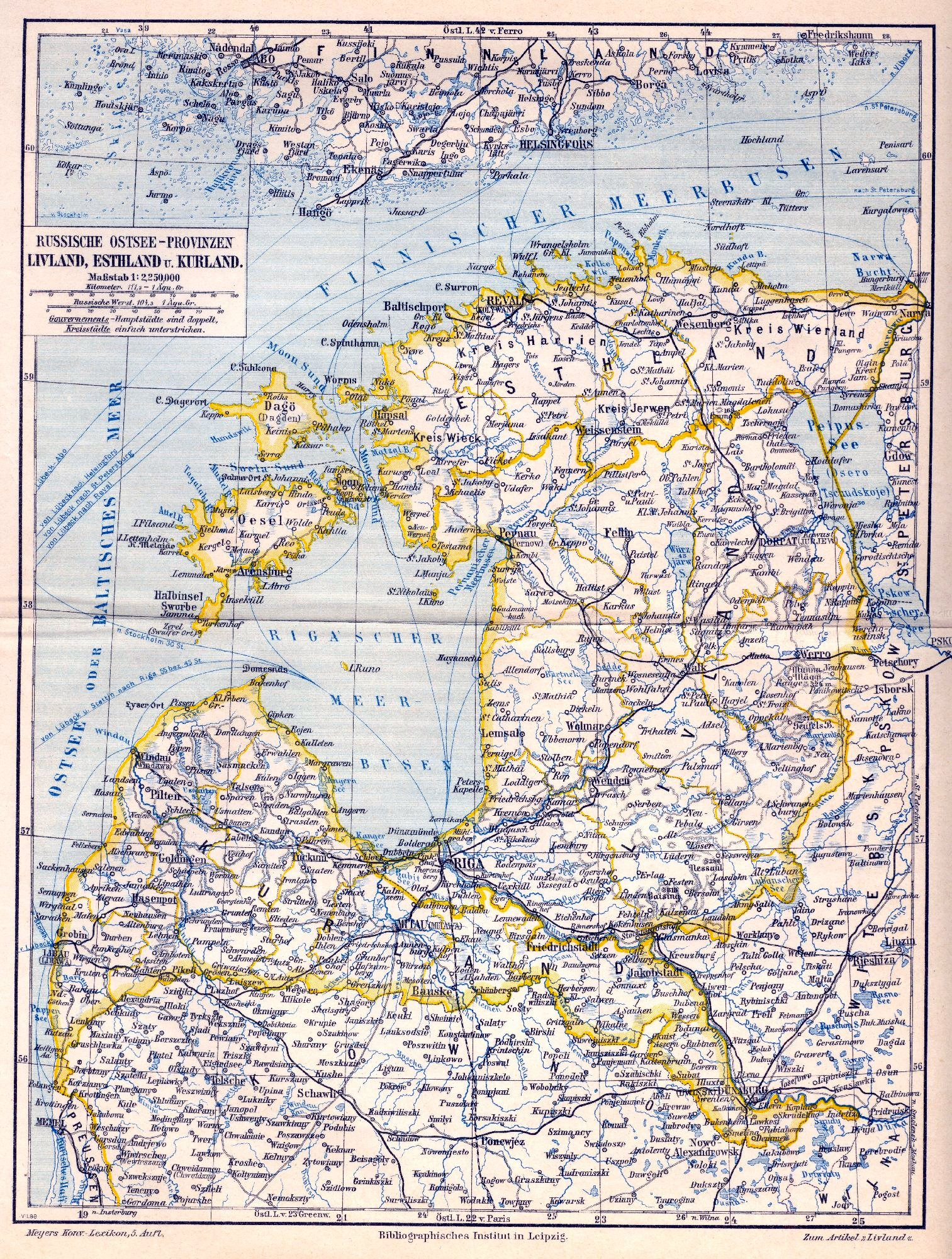
Gouvernements baltes de l'Empire russe

- Rudolph Felix Bauer, 1710-1711, gouverneur-général
- Prince Alexandre Menchikov, 1711-1719, gouverneur-général
- Comte Fiodor Apraxine, 1719-1728, gouverneur-général
- Baron Friedrich von Löwen, 1728-1736
  - Wilhelm van Delden, 1726-1732, vice-gouverneur
- Lieutenant-général Sebastian Ernst von Manstein, 1736-1738
- Lieutenant-général-comte Gustaf Otto Douglas, 1738-1740
- Général-en-chef-comte Woldemar von Löwendahl, 1740-1743
- Duc de Schleswig-Holstein-Sonderbourg-Beck, 1743-1753
- Prince Vladimir Dolgorouki, 1753-1758
- Duc de Schleswig-Holstein-Sonderbourg-Beck, 1758-1775, gouverneur-général
- Comte George Browne, 1775-1792, gouverneur-général
- Général Georg Friedrich von Grotenhielm, 1783-1786
- Général-baron Heinrich von Wrangel, 1786-1797
- Andreas von Langell, 1797-1808
- Duc Georges d'Oldenbourg, 1808-1809
- 1809-1811, vacant
- Grand-duc Auguste d'Oldenbourg, 1811-1816
- Baron Berend von Uexküll, 1816-1819
- Baron Gotthard Wilhelm Budberg von Bönninghausen, 1819-1832
- Baron Otto Wilhelm von Essen, 1832-1833
- Paul Friedrich von Benckendorff, 1833-1841
- Johann Christoph Engelbrecht von Grünewaldt, 1842-1859
- Général-major Wilhelm Otto Cornelius Alexander von Ulrich 1859-1868
- Mikhaïl Galkine-Vraskoï, 1868-1870
- Général-major-prince Mikhaïl Chakhovskoï-Glebov-Strejnev, 1870-1875
- Victor Polivanov, 1875-1885
- Prince Sergueï Chakhovskoï, 1885-1894
- Eustache Scalon, 1894-1902
- Alexeï Bellegarde, 1902-1905
- Nikolaï von Bünting, 1905-1906
- Piotr Bachilov, 1906-1907
- Izmaïl Korostovetch, 1907-1915
- Piotr Veriovkine, 1915-1917